# Кубок Украины по футболу 2021/2022
Кубок Украины по футболу 2021/2022 — 31-й розыгрыш кубка Украины, турнира с участием украинских футбольных клубов, который проводился Украинской ассоциацией футбола. Турнир начался 4 августа 2021 года и должен был завершиться 11 мая 2022 года. 24 февраля 2022 года розыгрыш был приостановлен в связи с российским вторжением в Украину. 8 мая 2022 года Исполком УАФ утвердил решение о досрочном завершении розыгрыша без определения победителя

## Участники
В этом розыгрыше Кубка принимали участие 16 команд-участников Премьер-лиги 2020/21, 16 команд-участников Первой лиги 2021/22, 31 команд-участников Второй лиги 2021/22, а также полуфиналист и финалист Кубка Украины среди любительских команд 2020/2021 (обладатель кубка и другой полуфиналист участвовали в турнире как команды второй лиги).
| Клубы Премьер-лиги | Клубы Первой лиги | Клубы Второй лиги | Любительские команды                            |
| --- | --- | --- | ----------------------------------------------- |
| - ФК «Александрия» - «Верес» (Ровно) - «Ворскла» (Полтава) - «Динамо» (Киев) - «Десна» (Чернигов) - «Днепр-1» (Днепр) - «Заря» (Луганск) - «Ингулец» (Петрово) - ФК «Мариуполь» - «Металлист 1925» (Харьков) - ФК «Минай» - «Колос» (Ковалёвка) - ФК «Львов» - «Рух» (Львов) - «Черноморец» (Одесса) - «Шахтер» (Донецк) | - «Агробизнес» (Волочиск) - «Альянс» (Липовая Долина) - «Волынь» (Луцк) - «ВПК-Агро» (Шевченковка) - «Горняк-Спорт» (Горишние Плавни) - «Краматорск» - «Кремень» (Кременчуг) - «Кривбасс» (Кривой Рог) - «Кристалл» (Херсон) - «Металлист» (Харьков) - «Нива» (Тернополь) - «Оболонь» (Киев) - «Олимпик» (Донецк) - «Подолье» (Хмельницкий) - «Полесье» (Житомир) - «Прикарпатье» (Ивано-Франковск) - ФК «Ужгород» | - АФСК «Киев» - «Балканы» (Заря - «Буковина» (Черновцы) - «Виктория» (Николаевка) - ФК «Волчанск» - «Диназ» (Вышгород) - «Днепр» (Черкассы - «Карпаты» (Галич) - «Карпаты» (Львов) - «Кристалл» (Херсон) - «Левый берег» (Киев - ЛНЗ (Черкассы) - «Любомир» (Ставище) - «Металлург» (Запорожье) - «Мункач» (Мукачево - «Нива» (Винница) - ФК «Никополь» - МФК «Николаев» - «Перемога» (Днепр) - СК «Полтава» - «Реал Фарма» (Одесса) - «Рубикон» (Киев) - «Скорук» (Томаковка - ФК «Сумы» - «Таврия» (Симферополь) - ФК «Тростянец» - «Чайка» (Петропавловская Борщаговка) - ФК «Чернигов» - «Энергия» (Новая Каховка) - «Эпицентр» (Дунаевцы) - «Яруд» (Мариуполь) | - «Олимпия» (Савинцы) - «Феникс» (Подмонастырь) |

## Первый предварительный раунд
На этом этапе участвовали 8 команд Второй лиги, а также две любительские команды. Жеребьевка состоялась 27 июля 2021 года.

### Матчи
| 2021-08-04 | «Феникс» (Подмонастырь)       | 2:0 | «Мункач» (Мукачево) | «Феникс Арена», Подмонастырь              |
| 15:00      | Фещук 54′ (пен.) · Гнатив 74′ |     |                     | Зрителей: 400 Судья: Инна Вакулко (Ровно) |

| 2021-08-04 | «Олимпия» (Савинцы)                                              | 6:0 | «Любомир» (Ставище) | «Локомотив», Полтава                               |
| 17:00      | Фабунми 6′ · Тищенко 28′, 35′ · Кирпиченко 48′, 53′ · Бурляй 72′ |     |                     | Зрителей: 200 Судья: Александр Хамходера (Харьков) |

| 2021-08-04 | «Скорук» (Томаковка) | 1:0 | ФК «Тростянец» | «Электрометаллург», Никополь                         |
| 17:00      | Малыш 70′            |     |                | Зрителей: 500 Судья: Екатерина Усова (Киевская обл.) |

| 2021-08-04 | «Карпаты» (Львов)                        | 3:0 | АФСК «Киев» | «Украина», Львов                            |
| 18:00      | Галенков 77′ · Чачуа 85′ · Ермаченко 90′ |     |             | Зрителей: 5500 Судья: Максим Фирсов (Ровно) |

| 2021-08-04 | «Левый берег» (Киев) | 1:0 (доп. вр.) | СК «Полтава» | «Левый берег», Киев                            |
| 18:00      | Бужин 102′ (авт.)    |                |              | Зрителей: 300 Судья: Евгений Назаров (Харьков) |

## Второй предварительный раунд

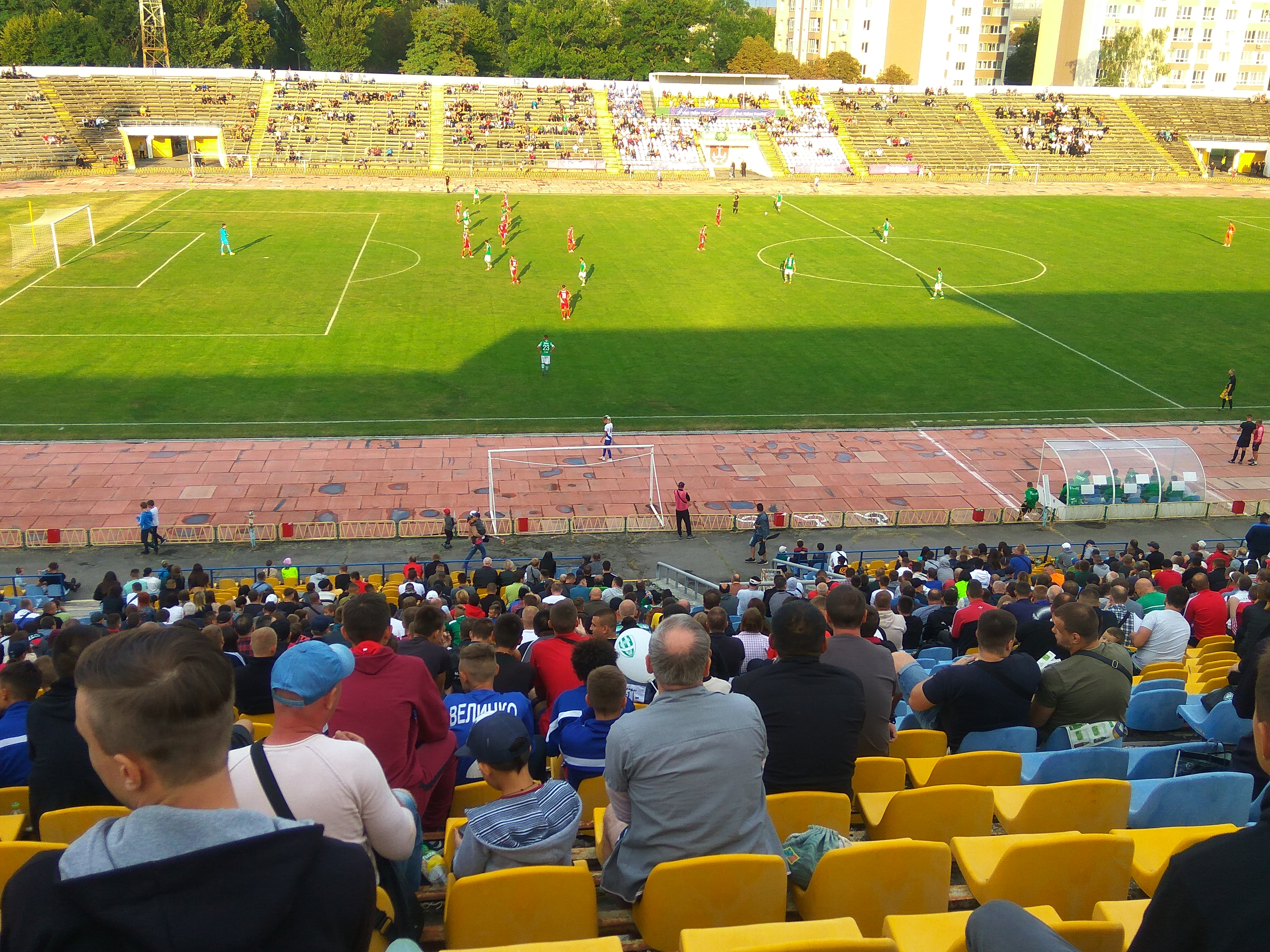
«Нива» (Винница) — «Волынь» (Луцк), 18 августа 2021 года

На этом этапе участвовали 16 команд Первой лиги, а также 26 команд Второй лиги (23 вступающих + 5 победителей первого раунда) и две любительские.

### Матчи
| 2021-08-17 | «Скорук» (Томаковка)                                              | 4:2 | «Виктория» (Николаевка)           | «Электрометаллург», Никополь                           |
| 17:00      | Цыбульский 4′ (пен.) · Боженар 45′ · Жуков 53′ · Нелин 77′ (авт.) |     | Аржанов 24′ (пен.) · Еременко 30′ | Зрителей: 300 Судья: Владислав Бакулин (Новая Каховка) |

| 2021-08-18 | «Эпицентр» (Дунаевцы)                   | 3:0 | «Подолье» (Хмельницкий) | «Колос», Дунаевцы                                        |
| 17:00      | Кицак 8′ · Беженар 68′ · Буй 80′ (пен.) |     |                         | Зрителей: 850 Судья: Александр Калёнов (Ивано-Франковск) |

| 2021-08-18 | «Буковина» (Черновцы)     | 2:0 (доп. вр.) | «Агробизнес» (Волочиск) | «Буковина», Черновцы                       |
| 17:30      | Палагнюк 99′ · Орнат 119′ |                |                         | Зрителей: 1100 Судья: Степан Лапко (Львов) |

| 2021-08-18 | «Феникс» (Подмонастырь)         | 2:6 | «Прикарпатье» (Ивано-Франковск)                                                 | СКИФ, Львов                                      |
| 16:00      | Деревлёв 25′ · С. Бабатунде 72′ |     | Барчук 3′ · Семотюк 6′ (пен.) · Волошинович 23′ · Пыско 75′, 89′ · Воробчак 79′ | Зрителей: 500 Судья: Виталий Маляр (Хмельницкий) |

| 2021-08-18 | ФК «Ужгород» | 0:1 | «Нива» (Тернополь) | «Авангард», Ужгород                           |
| 17:00      |              |     | Вовченко 54′       | Зрителей: 300 Судья: Андрей Кошура (Черновцы) |

| 2021-08-18 | «Карпаты» (Львов) | 1:0 | «Карпаты» (Галич) | «Украина», Львов                               |
| 18:00      | Гуменюк 57′       |     |                   | Зрителей: 7700 Судья: Павел Дубровец (Житомир) |

| 2021-08-18 | «Чайка» (Петропавловская Борщаговка) | 1:1 (доп. вр.) (3:5 пен.) | ФК «Чернигов» | Центральный стадион им. Н. Бруквенко, Макаров |
| 17:00      | Лакеенко 79′ (авт.)                  |                           | Порохня 12′   | Зрителей: 250 Судья: Василий Файда (Львов)    |

| 2021-08-18 | «Рубикон» (Киев) | 0:5 | «Полесье» (Житомир)                                                        | «Арсенал-Арена», Счастливое                   |
| 18:00      |                  |     | Грицук 23′ (пен.) · А. Козак 36′, 88′ · Глагола 40′ · С. Швец 45+5′ (пен.) | Зрителей: 200 Судья: Александр Шандор (Львов) |

| 2021-08-18 | «Диназ» (Вышгород)   | 1:3 | «Оболонь» (Киев)                      | «Диназ», Демидов                                        |
| 17:30      | Покотилюк 32′ (авт.) |     | Мурза 18′ · Черний 19′ · Савченко 59′ | Зрителей: 280 Судья: Евгений Цыбулько (Черкасская обл.) |

| 2021-08-18 | «Нива» (Винница) | 1:1 (доп. вр.) (3:5 пен.) | «Волынь» (Луцк) | Центральный городской стадион, Винница               |
| 17:30      | Зеленевич 89′    |                           | Богомаз 14′     | Зрителей: 2000 Судья: Сергей Задиран (Киевская обл.) |

| 2021-08-18 | «Левый берег» (Киев)       | 2:3 | «Олимпик» (Донецк)                          | «Левый берег», Киев                          |
| 18:00      | Пинчук 6′ · Акименко 90+1′ |     | Прядун 16′ · Билый 30′ (пен.) · Гбамбле 53′ | Зрителей: 800 Судья: Дмитрий Евтухов (Днепр) |

| 2021-08-18 | ФК «Сумы» | 0:1 | «Металлург» (Запорожье) | «Виктория», Николаевка                        |
| 16:00      |           |     | Сидоров 28′             | Зрителей: 100 Судья: Дмитрий Осауленко (Киев) |

| 2021-08-18 | «Таврия» (Симферополь)                | 3:2 | «Днепр» (Черкассы)       | «Марьяновский», Марьяновка                     |
| 16:00      | Барладым 16′ · Бойко 29′ · Кривич 40′ |     | Сависько 18′ · Чижик 24′ | Зрителей: 350 Судья: Денис Федан (Александрия) |

| 2021-08-18 | «Яруд» (Мариуполь) | 1:3 | «Металлист» (Харьков)  | «Западный», Мариуполь                    |
| 17:00      | Мочевинский 55′    |     | Жо 1′, 23′ · Шамич 74′ | Зрителей: 700 Судья: Клим Заброда (Киев) |

| 2021-08-18 | «Олимпия» (Савинцы) | 0:1 | ФК «Волчанск»  | «Локомотив», Полтава                          |
| 17:00      |                     |     | Пец 77′ (пен.) | Зрителей: 300 Судья: Ростислав Дубина (Днепр) |

| 2021-08-18 | «Перемога» (Днепр) | 1:2 | «Горняк-Спорт» (Горишние Плавни) | «Олимпийские резервы», Днепр                 |
| 17:00      | Валеев 55′         |     | Кожевников 9′                    | Зрителей: 250 Судья: Ярослав Песоцкий (Сумы) |

| 2021-08-18 | ФК «Никополь»          | 2:0 | «Кристалл» (Херсон) | «Электрометаллург», Никополь                      |
| 17:00      | Гоменко 80′ · Гора 86′ |     |                     | Зрителей: 400 Судья: Евгений Макаренко (Черкассы) |

| 2021-08-18 | «Реал Фарма» (Одесса) | 0:2 | «ВПК-Агро» (Шевченковка) | «Иван», Одесса                                           |
| 17:00      |                       |     | Кулиш 25′, 51′           | Зрителей: 200 Судья: Кристина Козорог (Киевская область) |

| 2021-08-18 | «Балканы» (Заря)                                                 | 4:2 | «Энергия» (Новая Каховка)      | Стадион имени Бориса Тропанца, Заря              |
| 17:00      | Серденюк 51′ · Гезело 68′ (авт.) · Златов 90+4′ · Приблуда 90+5′ |     | Бондар 7′ (пен.) · Федоров 37′ | Зрителей: 400 Судья: Максим Полищук (Кривой Рог) |

| 2021-08-18 | МФК «Николаев» | 1:1 (доп. вр.) (3:1 пен.) | «Кривбасс» (Кривой Рог) | Центральный городской стадион, Николаев         |
| 17:00      | Кравченко 75′  |                           | Говедарица 51′          | Зрителей: 555 Судья: Александр Афанасьев (Киев) |

| 2021-08-18 | «Альянс» (Липовая Долина)   | 2:1 | СК «Краматорск» | «Юбилейный», Сумы                                |
| 18:00      | Шарай 29′ · Шмигельский 31′ |     | Гуничев 4′      | Зрителей: 1150 Судья: Денис Резников (Каменское) |

| 2021-08-18 | ЛНЗ (Черкассы) | 1:0 | «Кремень» (Кременчуг) | «Черкассы Арена», Черкассы            |
| 18:00      | Галенко 71′    |     |                       | Зрителей: 800 Судья: Игорь Быч (Киев) |

## Третий предварительный раунд
Жеребьевка этапа состоялась 19 августа 2021 года. Приняли участие 22 победителя предыдущей стадии соревнований. Базовая дата — 31 августа 2021 года.

### Матчи
| 2021-08-31 | «Эпицентр» (Дунаевцы) | 1:0 | «Нива» (Тернополь) | «Колос», Дунаевцы                      |
| 15:00      | Барбоза 29′           |     |                    | Зрителей: 1050 Судья: Игорь Быч (Киев) |

| 2021-08-31 | «Карпаты» (Львов)             | 2:3 (доп. вр.) | «Волынь» (Луцк)                               | «Украина», Львов                             |
| 19:00      | Кожанов 90+3′ · Галенков 111′ |                | Сасовский 56′ · Ляшенко 94′ · Кузнечиков 107′ | Зрителей: 4400 Судья: Юрий Иванов (Макеевка) |

| 2021-08-31 | «Буковина» (Черновцы) | 1:1 (доп. вр.) (2:4 пен.) | «Прикарпатье» (Ивано-Франковск) | «Буковина», Черновцы                                 |
| 16:30      | Салбак 58′            |                           | Цюцюра 33′                      | Зрителей: 1650 Судья: Сергей Задиран (Киевская обл.) |

| 2021-08-31 | ЛНЗ                        | 2:1 | «Олимпик» (Донецк) | «Черкассы Арена», Черкассы                                |
| 19:00      | Сторчоус 74′ · Галенко 89′ |     | Билый 63′ (пен.)   | Зрителей: 1400 Судья: Александр Калёнов (Ивано-Франковск) |

| 2021-08-31 | «Оболонь» (Киев) | 1:0 | «Полесье» (Житомир) | «Оболонь-Арена», Киев                              |
| 19:00      | Щебетун 65′      |     |                     | Зрителей: 790 Судья: Максим Козыряцкий (Запорожье) |

| 2021-08-31 | ФК «Никополь» | 0:3 | «Таврия» (Симферополь)          | «Электрометаллург», Никополь                             |
| 16:30      |               |     | Ковалёв 12′, 47′ · Белоконь 83′ | Зрителей: 550 Судья: Кристина Козорог (Киевская область) |

| 2021-08-31 | «Балканы» (Заря) | 1:3 (доп. вр.) | «ВПК-Агро» (Шевченковка)             | Стадион имени Бориса Тропанца, Заря                  |
| 16:30      | Приёмов 90+3′    |                | Будняк 49′ · Кулиш 94′ · Висенте 99′ | Зрителей: 600 Судья: Екатерина Усова (Киевская обл.) |

| 2021-08-31 | «Металлург» (Запорожье) | 2:3 | «Горняк-Спорт» (Горишние Плавни)      | «Славутич-Арена», Запорожье                   |
| 18:00      | Могильный 19′, 29′      |     | Ямполь 32′ (пен.) · Яворский 34′, 51′ | Зрителей: 1277 Судья: Дмитрий Евтухов (Днепр) |

| 2021-08-31 | ФК «Чернигов» | 1:5 | «Альянс» (Липовая Долина)                                                 | «Чернигов-Арена», Чернигов                 |
| 17:00      | Порохня 86′   |     | Карноза 14′ · Шарай 33′ · Агапов 82′ · Загинайлов 89′ · Поднебенный 90+4′ | Зрителей: 170 Судья: Артём Михайлюк (Киев) |

| 2021-09-01 | «Скорук» (Томаковка) | 0-3 | «Металлист» (Харьков)                         | «Электрометаллург», Никополь                  |
| 17:00      |                      |     | Пейшоту 14′ · Пидлепенец 50′ · Демченко 90+2′ | Зрителей: 649 Судья: Александр Шандор (Львов) |

| 2021-09-01 | МФК «Николаев»                                            | 4:1 | ФК «Волчанск» | Центральный городской стадион, Николаев         |
| 17:00      | Кравченко 31′, 78′ · Нечипоренко 61′ · Голубка 67′ (пен.) |     | Пец 90+1′     | Зрителей: 300 Судья: Егор Кевлич (Кропивницкий) |

## 1/16 финала
Жеребьевка этапа состоялась 3 сентября 2021 года. В раунде приняли участие 11 победителей предыдущей стадии соревнований и 11 клубов Премьер-Лиги. Матчи были проведены 21—23 сентября 2021 года

### Матчи
| 2021-09-21 | МФК «Николаев» | 0:3 | «Рух» (Львов)                           | Центральный городской стадион, Николаев        |
| 17:00      |                |     | Кондраков 37′, 44′ (пен.), 90+3′ (пен.) | Зрителей: 700 Судья: Анатолий Абдула (Харьков) |

| 2021-09-21 | «Металлист» (Харьков)  | 2:1 | «Десна» (Чернигов) | ОСК «Металлист», Харьков                      |
| 19:00      | Харрис 73′ · Мизюк 88′ |     | Волошин 44′        | Зрителей: 26668 Судья: Николай Балакин (Киев) |

| 2021-09-22 | «Таврия» (Симферополь) | 1:3 | ФК «Александрия»                               | «Марьяновский», Марьяновка                         |
| 13:00      | Барладым 34′ (пен.)    |     | Рыбалка 2′ · Кожушко 24′ · Демченко 80′ (пен.) | Зрителей: 620 Судья: Максим Козыряцкий (Запорожье) |

| 2021-09-22 | ЛНЗ                            | 2:1 | «Ингулец» (Петрово) | «Черкассы Арена», Черкассы                              |
| 15:00      | Долинский 38′ · Сторчоус 90+3′ |     | Плохотнюк 19′       | Зрителей: 1400 Судья: Алексей Деревинский (Хмельницкий) |

| 2021-09-22 | «ВПК-Агро» (Шевченковка) | 1:2 | «Днепр-1» (Днепр)       | «Метеор», Днепр                                  |
| 17:00      | Сухарь 77′               |     | Русин 37′ · Ярмолюк 50′ | Зрителей: 1000 Судья: Дмитрий Панчишин (Харьков) |

| 2021-09-22 | «Волынь» (Луцк) | 0:0 (доп. вр.) (5:6 пен.) | ФК «Мариуполь» | «Авангард», Луцк                             |
| 17:00      |                 |                           |                | Зрителей: 526 Судья: Виталий Романов (Днепр) |

| 2021-09-22 | «Оболонь» (Киев) | 0:1 | «Верес» (Ровно) | «Оболонь-Арена», Киев                         |
| 19:00      |                  |     | Шестаков 81′    | Зрителей: 550 Судья: Ярослав Козык (Мукачево) |

| 2021-09-23 | «Эпицентр» (Дунаевцы) | 0:1 | «Металлист 1925» (Харьков) | «Колос», Дунаевцы                                |
| 13:00      |                       |     | Ременюк 83′                | Зрителей: 1100 Судья: Владимир Новохатний (Киев) |

| 2021-09-23 | «Горняк-Спорт» (Горишние Плавни) | 0:2 | ФК «Львов»             | «Юность», Горишние Плавни                        |
| 15:00      |                                  |     | Ныч 27′ · Довгий 45+1′ | Зрителей: 450 Судья: Дмитрий Бондаренко (Одесса) |

| 2021-09-23 | «Прикарпатье» (Ивано-Франковск) | 1:4 | «Черноморец» (Одесса)                      | «Рух», Ивано-Франковск                        |
| 17:00      | Кузьмин 64′                     |     | Брагару 11′ · Бугай 18′, 82′ · Исаенко 50′ | Зрителей: 2400 Судья: Роман Блавацкий (Львов) |

| 2021-09-23 | «Альянс» (Липовая Долина)                   | 3:2 | ФК «Минай»                | «Юбилейный», Сумы                                  |
| 19:00      | Писный 16′ · Загинайлов 42′ · Лебеденко 83′ |     | Кобак 6′ · Вишневский 11′ | Зрителей: 2100 Судья: Александр Дердо (Черноморск) |

## 1/8 финала
Жеребьевка этапа состоялась 24 сентября 2021 года. К 11 победителям предыдущей стадии соревнований присоединилось ещё 5 клубов Премьер-Лиги. Матчи были проведены 26—28 октября и 1 декабря 2021 года (матч между ЛНЗ и «Днепром-1» был перенесён на декабрь в связи со вспышкой COVID-19 в черкасском клубе)

### Матчи
| 2021-10-26 | «Металлист 1925» (Харьков) | 2:5 | ФК «Александрия»                                                   | ОСК «Металлист», Харьков                          |
| 19:30      | Крыськив 63′ · Ременюк 85′ |     | Мустафаев 24′, 29′ · Копына 52′ · Кирюханцев 69′ · Устименко 90+1′ | Зрителей: 2684 Судья: Дмитрий Бондаренко (Одесса) |

| 2021-10-27 | «Верес» (Ровно)        | 1:3 | «Ворскла» (Полтава)                 | «Авангард», Луцк                             |
| 14:00      | Сергийчук 90+3′ (пен.) |     | Кане 21′ · Пешич 66′ · Яворский 83′ | Зрителей: 652 Судья: Виталий Романов (Днепр) |

| 2021-10-27 | ФК «Мариуполь» | 1:2 | «Динамо» (Киев)          | Стадион им. В. Бойко, Мариуполь               |
| 17:00      | Очеретько 85′  |     | Вербич 16′ · Шабанов 33′ | Зрителей: 0 Судья: Андрей Коваленко (Полтава) |

| 2021-10-27 | «Черноморец» (Одесса) | 0:3 | «Шахтёр» (Донецк)                                | «Черноморец», Одесса                           |
| 19:30      |                       |     | Фернандо 64′ · Маркос Антонио 72′ · Дентиньо 81′ | Зрителей: 1472 Судья: Александр Шандор (Львов) |

| 2021-10-28 | «Альянс» (Липовая Долина) | 1:1 (доп. вр.) (2:3 пен.) | ФК «Львов» | «Юбилейный», Сумы                               |
| 14:00      | Карноза 19′               |                           | Бусько 13′ | Зрителей: 0 Судья: Александр Дердо (Черноморск) |

| 2021-10-28 | «Рух» (Львов) | 0:2 (доп. вр.) | «Заря» (Луганск)  | СКИФ, Львов                                      |
| 17:00      |               |                | Захеди 100′, 110′ | Зрителей: 2500 Судья: Владимир Новохатний (Киев) |

| 2021-10-28 | «Металлист» (Харьков) | 1:0 | «Колос» (Ковалёвка) | ОСК «Металлист», Харьков                           |
| 19:30      | Мизюк 19′             |     |                     | Зрителей: 26668 Судья: Геннадий Серпутько (Одесса) |

| 2021-12-01 | ЛНЗ (Черкассы) | 0:2 | Днепр-1 (Днепр)           | «Днепр-Арена», Днепр                          |
| 19:00      |                |     | Пихалёнок 18′ · Когут 53′ | Зрителей: 1678 Судья: Роман Блавацкий (Львов) |

## 1/4 финала
15 декабря 2021 года была проведена жеребьёвка пар 1/4 финала. Матчи планировалось провести 1—3 марта 2022 года, однако в связи со вторжением в Украину российских войск турнир был прерван и эти матчи не были сыграны
| 2022-03-01 | «Металлист» (Харьков) | –:– | «Заря» (Луганск) |  |

| 2022-03-02 | ФК «Александрия» | –:– | «Динамо» (Киев) |  |

| 2022-03-02 | ФК «Львов» | –:– | «Шахтёр» (Донецк) |  |

| 2022-03-03 | Днепр-1 (Днепр) | –:– | «Ворскла» (Полтава) |  |